# Nyikolszki járás (Vologdai terület)

A Nyikolszki járás a Vologdai területen

A Nyikolszki járás (oroszul Никольский район) Oroszország egyik járása a Vologdai területen. Székhelye Nyikolszk.

## Népesség
- 1989-ben 31 437 lakosa volt.
- 2002-ben 26 461 lakosa volt, akik főleg oroszok.
- 2010-ben 22 414 lakosa volt, melyből 21 902 orosz, 63 ukrán, 13 fehérorosz, 5 üzbég, 4 azeri, 4 tatár, 2 cigány, 2 örmény stb.